# بلوک ۱۳
بلوک ۱۳ (به فرانسوی: Banlieue 13) فیلمی در ژانر اکشن، محصول سال ۲۰۰۴ کشور فرانسه است. کارگردانی فیلم را پیر مورل بر عهده داشته و بازیگرانی چون دیوید بل، سیریل رافائلی، دنی وریسیمو و تونی داماریو در آن به ایفای نقش پرداخته‌اند که البته عمده بازیگران این فیلم از ورزشکاران حرفه رشته پارکور هستند.

## قسمت‌های بعدی
در سال ۲۰۰۸ کار بر روی قسمت دوم این فیلم تحت عنوان بلوک ۱۴ شروع شد اما در نهایت نام فیلم را به بلوک ۱۳:اولتیماتوم تغییر دادند و در سال ۲۰۰۹ رسماً انتشار یافت.

## فروش
بودجه ساخت این فیلم حدوداً ۱۳ میلیون یورو بود و فیلم در نهایت موفق به فروشی بالغ بر ۹.۳۹۱.۹۳۷ دلار شد.

## پیوند
- بلوک ۱۳ در بانک اطلاعات اینترنتی فیلم‌ها